# روز رستگاری
روز رستگاری (به انگلیسی: Redemption Day) یک فیلم اکشن و دلهره‌آور آمریکایی محصول سال ۲۰۲۱ به کارگردانی و نویسندگی هشام حاجی است. گری دوردان، سریندا سوان، اندی گارسیا، مارتین دونوان، رابرت نپر و سامی ناصری بازیگران این فیلم هستند. این فیلم، ماجرای یک تفنگدار دریایی آمریکایی را دنبال می‌کند که برای نجات همسر ربوده‌شدهٔ خود به مراکش سفر می‌کند. این فیلم، توسط صبان فیلمز منتشر شده‌است.

## داستان
افسر تفنگداران دریایی ایالات متحده، براد پکستون، با همسرش کیت، باستان‌شناس، و یک دختر در شهر نیویورک زندگی می‌کند. او هنوز با کابوس اتفاقات دورهٔ خدمت‌اش در سوریه درگیر است. کیت پس از سخنرانی در یک کنفرانس، برای یک مأموریت باستان‌شناسی به مراکش می‌رود و در آن‌جا با باستان‌شناس فرانسوی-الجزایری، ژان رشیدی ملاقات می‌کند. وقتی کیت و تیم‌اش برای یافتن شهری باستانی پنهان شده در زیر بیابان می‌روند، متوجه می‌شوند که به‌طور ناخواسته از مرز مراکش عبور کرده و وارد الجزایر شده‌اند. شورشیان محلی از راه می‌رسند و کیت، ژان و امیر جدید مراکشی را می‌ربایند. جدید اما مدتی بعد آزاد می‌شود.
براد اخبار مربوط به کیت را دریافت می‌کند و به رباط سفر می‌کند، او در آن‌جا با یکی از اعضای کابینهٔ دولت مراکش، رابط یونس لالج، سرباز سابق ارتش ایالات متحده، که همراه با برد خدمت می‌کرد، ملاقات می‌کند. علی‌رغم مخالفت‌های تام فیتزجرالد، سفیر ایالات متحده، ویلیامز، با اکراه موافقت کرد که به یونس و براد در عملیات جمع‌آوری اطلاعات بپیوندد. سفارت آمریکا در مراکش، فاش می‌کند که جعفر الهادی رهبر تروریست‌ها توسط اینترپل تحت تعقیب است و مخفی شده‌است. در همین حال، الهادی و گروهش توافق می‌کنند که، در صورت عدم پرداخت باج ده میلیون دلاری، پس از نماز عصرشان، کیت را خواهند کشت.
براد و یونس، با کمک آژانس مبارزه با تروریسم، موفق می‌شوند محل اختفای الهادی را در منطقهٔ آبادلا در الجزایر ردیابی کنند. براد و یونس به آن‌جا سفری یک ساعته را آغاز کردند. پس از این‌که یونس، مختصات مجتمع را ارسال کرد، ویلیامز از رئیس‌جمهور ایالات متحده می‌خواهد که تفنگداران نیروی دریایی آمریکا را برای کمک به آن‌ها در عملیات بفرستد. شب‌هنگام، برد و یونس موفق می‌شوند اکثر تروریست‌ها را بکشند و براد، همسرش کیت را پیدا کرده و او را در اتاقی پنهان می‌کند. تروریست‌ها ژان را پس از این‌که دولت فرانسه باج را پرداخت نکرد، می‌کشند. وقتی براد و یونس با الهادی روبرو می‌شوند، الهادی، یونس را مجبور می‌کند تا به دولت دستور دهد باج ۱۰ میلیون دلاری را به حساب خارج از کشور الهادی واریز کند. هنگام تلاش الهادی برای فرار، تفنگداران از راه می‌رسند و الهادی و افراد باقی‌مانده‌اش را می‌کشند. پیش از رفتن، براد و یونس، محوطه را منفجر می‌کنند اما آسیب جزئی می‌بینند. با فرض این‌که آن‌ها مرده‌اند، تفنگداران، کیت را نجات می‌دهند و با هلیکوپتر فرار می‌کنند.
روز بعد، براد دوباره به کیت در مرز الجزایر و مراکش می‌پیوندد. مدتی بعد، جدید، فیتز را ملاقات می‌کند که از شجاعت او تعریف می‌کند و به او مدارک شهروندی آمریکا و عضویت سیا می‌دهد. با این‌حال، جدید در راه بازگشت خود، کشته می‌شود و معلوم می‌شود که فیتز، یک لابی‌گر شرکت‌های نفتی است که شبکه‌های تروریستی را نیز تأمین مالی می‌کند. فیتز همچنین فرض می‌کند که براد و یونس در عملیات کشته شده‌اند. همان‌طور که او و همکارانش از ساختمان خارج می‌شوند، یونس از آن‌ها جاسوسی می‌کند و فساد آن‌ها را به براد پیامک می‌دهد.

## بازیگران
- گری دوردان در نقش برد پکستون
- سریندا سوان در نقش کیت پکستون
- اندی گارسیا در نقش سفیر ویلیامز
- بریس بکستر در نقش یونس لالج
- ارنی هادسون در نقش اد پکستون، پدر براد
- مارتین دونوان در نقش تام فیتزجرالد
- رابرت نپر در نقش لابی‌گر نفتی مرموز
- سامی ناصری در نقش جعفر الهادی
- یاسین عزوز در نقش امیر جدید
- لیلیا حاجی در نقش کلیر پکستون
- براهیم راچیکی در نقش ژان رشیدی

## بازخوردها
در نقدهای راتن تومیتوز، این فیلم بر اساس ۲۳ نقد، ۱۳ درصد امتیاز را به خود اختصاص داده‌است.
جو لیدون از ورایتی نیز به فیلم، نقد منفی داد.